# Juiveries de Marseille
Les Juiveries de Marseille désignent les juiveries qui abritent les Juifs de la ville jusqu'à leur expulsion de Provence en 1501.
À partir du partage de la ville entre le Vicomte et l'Évêque en 1069, la juiverie est elle aussi scindée en deux administrations jusqu'au début du XIVe siècle : celle de la « juiverie basse », qui abrite les notables, et celle de la « juiverie haute », qui accueille les pauvres et les déshérités.
Les Juifs ont à Marseille une « Université des Juifs », où un collège administre la communauté et gère les taxes. Néanmoins, si les Juifs sont cives (citoyens) de Marseille, ils n'ont pas les mêmes droits politiques que les Chrétiens. Les Statuts de 1257 leur imposent, en théorie, plusieurs interdictions.

## Définition
Une juiverie désigne un quartier d’une ville habité par les Juifs. Il ne s'agit pas forcément d'un ghetto. En l'occurrence, à Marseille, aucun règlement n’impose de résidence spécifique aux Juifs.

## Histoire

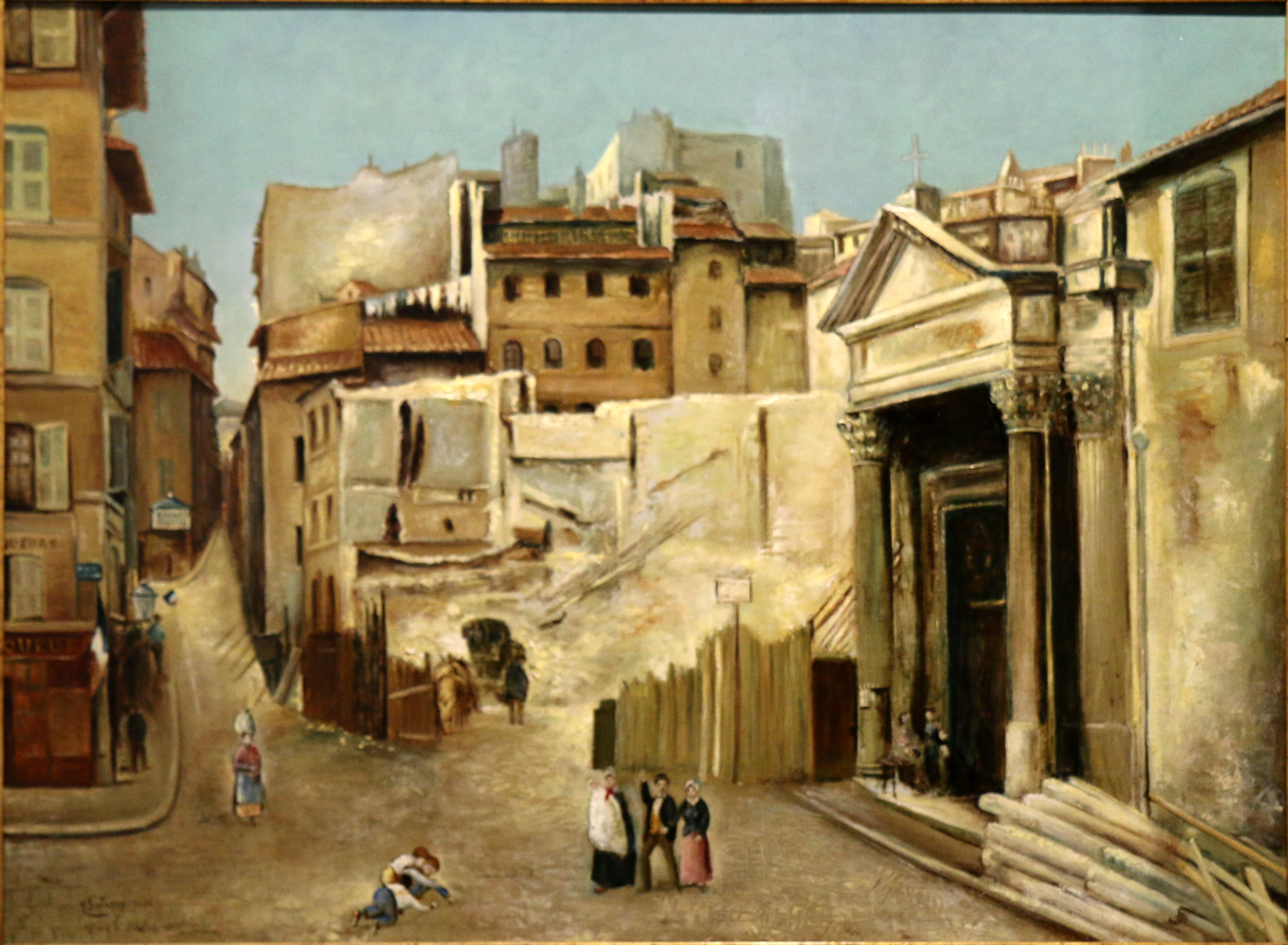
La juiverie de la ville basse s'étend près de l'Église Saint-Martin.

Avant le deuxième millénaire, les Juifs vivent en dehors de la ville, qui n'est à l'époque composée que du Castrum et du bourg, dans un espace situé entre la Porte de Marseille et la Porte de la Fons (ou Porte du Marché). À partir de l'an mille, la croissance démographique et rurale et l'essor du commerce provoquent la renaissance des villes et leur extension. Marseille voit ainsi ses enceintes s'élargir en 1040 et les Juifs sont englobés dans la cité.
Le partage de la ville en deux en 1069 partitionne également la juiverie. Une partie est annexée à la ville vicomtale, sous la dépendance des vicomtes de Marseille, l'autre à la ville épiscopale, appartenant à l'évêque de Marseille.
Benjamin de Tudèle, qui visite le Midi de la France vers 1165, témoigne de l'existence de deux communautés juives dans la ville : l'une au bas de la ville sur le bord de mer, l'autre en haut dans une forteresse. Benjamin estime leur nombre à environ 300 et rapporte que la ville compte deux synagogues.
Après la réunion administrative des deux villes en 1348, il ne subsiste qu’un seul quartier officiel. Pourtant, la juiverie reste divisée entre celle de la ville haute, un espace de ségrégation où seuls les notables demeurent ; et celle de la ville basse où vivent les pauvres et les pêcheurs,.
En 1482, par le jeu des successions, la dynastie d'Anjou perd le comté de Provence qui tombe entre les mains du roi de France Louis XI. La Provence est alors annexée au royaume de France. Un édit de Louis XII le 31 juillet 1501 sonne l'expulsion définitive des Juifs de Marseille. Ils sont chassés de la ville et on se saisit de tous leurs biens.

## La «juiverie basse»

Marseille au début du XIIIe siècle.

Au XIVe siècle, le centre névralgique du judaïsme marseillais se situe dans la juiverie de la ville basse, près de l'église Saint-Martin. On la désigne sous le nom d'Insula Juzatarie, ou Jusataria.
Composée de rues étroites et sinueuses, elle est entourée d'une enceinte et gardée par un portail successivement nommé Porte de Brondelli, Porte de Boffre, ou le Portalet. La Carreria Jusatarie est l'axe principal du quartier.
Elle abrite deux écoles juives, dont une, la Mejana, près du monastère de Sion, et une autre dans la rue des Vergers. Elles ont sûrement changé de place au cours du temps.
Ce n'est pas du tout un quartier fermé. À partir de 1361, il semble même s'agrandir, particulièrement vers l'Ouest, le long de la rue de l'Éperon. La « juiverie basse » compte deux synagogues mitoyennes, celle « du Verger » et celle « moyenne ». Fait remarquable, des Chrétiens prestigieux y vivent alors et l'habitat est onéreux. Les Juifs les plus riches achètent même plusieurs logements dans le quartier pour en contrôler l'accession à la propriété.

## La «juiverie haute»
Une seconde juiverie se trouve dans la ville haute. C'est une île qui s'étend contre le vieux mur autour de la Scola Turrium (la Synagogue des Tours), elle-même près du Palais épiscopal et de l'église Saint-Cannat, dans la rue allant à la Porte Jean de Jérusalem. Il est fort probable que les Juifs vivant dans cette seconde juiverie fasse partie des couches défavorisées de la communauté car ils sont très peu mentionnés dans les documents. Ce manque d'information sur les Juifs déshérités de la « juiverie haute » pourrait conduire à une sous-estimation de la population juive totale,.

## Université des Juifs
Jusqu'en 1348, l'administration de la communauté juive est gérée par les deux « Universités » (Universitas) des villes supérieure et inférieure, et par une troisième structure englobant toute la population juive.
Après cette date la ville haute et la ville basses sont réunifiées il n'y a plus qu'une seule « Université des Juifs ». Si les Juifs sont qualifiés de citoyens par les Statuts de la ville, ils n'ont pas les mêmes droits que les Chrétiens et ne peuvent exercer de charge politique.
Pourtant, ils disposent d'une organisation officiellement reconnue par la ville et le Comte, qui a un rôle principalement fiscal : les syndics négocient le montant de la taxe annuelle des juifs et encadrent la collecte de l'impôt. Ils supervisent aussi l'entretien des synagogues et veille à la solidarité communautaire, surtout caritative.
Cette Université est sans doute dirigée par une Assemblée de Juifs. Les réunions se tiennent dans l'une des deux synagogues de la juiverie basse et se composent de plusieurs dizaines de membres, dont au moins une vingtaine s'assemble régulièrement. Tous sont issus des grandes dynasties médicales, marchandes et financières : Bondavin, Profach, Passapayre, Salves, Jossé, etc. Cependant, il ne suffit d'être à l'Assemblée pour y siéger réellement et des luttes apparaissent pour la possession de places assises. Des places sont ainsi vendues, données ou échangées, parfois même avec des chrétiens.

## Autres
Le cimetière est à l'époque situé à Montjusieu (« Mont-Juif »), mais après l'édit d'expulsion de Charles VIII en 1498, le site a été vendu et détruit.

## Biographie
- « La communauté juive dans la cité : la juiverie de la ville basse », dans Pécout Thierry, Marseille au Moyen Âge, entre Provence et Méditerranée : les horizons d’une ville portuaire, Paris, Désiris, 2009, p. 111-114.
- Juliette Sibon, Les juifs de Marseille au XIVe siècle, Paris, CERF, 1er janvier 2011, 585 p. (ISBN 978-2-204-09506-8)
- Juliette Sibon, « L’implication politique des juifs dans la cité à Marseille au XIVe siècle : entre normes et pratiques », Cahiers de Recherches médiévales et Humanistes, no 24,‎ 2012, p. 213-226 (lire en ligne)
- Paul R. Masson, Les Bouches-du-Rhône : encyclopédie départementale, Archives départementales des Bouches-du-Rhône, 1er janvier 1935 (lire en ligne)